# アラン・ペレイラ・エンペレウル
アラン・エンペレウル（Alan Empereur）ことアラン・ペレイラ・エンペレウル（ポルトガル語: Alan Pereira Empereur、1994年3月10日 - ）は、ブラジルとイタリアのサッカー選手。ポジションはDF。

## クラブ歴
地元のアソシアソン・エスポルチーヴァ・エ・ヘクヘアティーヴァ・ウシパ、アソシアソン・アトレチカ・アシアヒアでサッカーをした後、アトレチコ・ミネイロの下部組織に加入した。2007年1月にに行われたコパ・サンパウロ・ジ・フチボウ・ジュニオールでスカウトの関心を買い、ACFフィオレンティーナの下部組織に移籍した。父方の祖父がイタリア人であったためにイタリア国籍も保有しており、この移籍は何の障害も無く進んだ。
フィオレンティーナではU-15、U-17を経て2010年にプリマヴェーラ(U-19)に昇格、4シーズンで59試合に出場した他、主将も務めた。またトップチームとともに練習する事もしばしばあった。
2014年1月にSSテーラモ・カルチョが期限付き移籍で彼の獲得に動いていると報じられた。同月20日にFacebookにフィレンツェの町への感謝と別れの言葉を投稿した。がしかし交渉はその後も1週間以上に亘って続き、翌月1日に移籍市場が閉まったため破談した。
同年8月にレガ・プロのSSイスキア・イソラヴェルデに期限付き移籍。31日に移籍後初出場し選手初出場となった。チームは下から数えた方が早い順位であったが、彼自身は活躍を見せた。
2015年2月にフィオレンティーナに復帰すると、セリエBのASリヴォルノ・カルチョに5ヶ月の期限付き移籍。しかしベンチが定位置で、2月7日の試合でジュゼッペ・ゲミティに代わって出場したのが唯一の出場であった。
同年7月に3年契約でテーラモ・カルチョに完全移籍。しかし僅か2ヶ月弱で双方合意で退団した。出場は僅か1試合で、コッパ・イタリアでのフル出場のみであった。
8月にUSサレルニターナ1919に3年契約で完全移籍。9月26日の試合でアンドレア・ボヴォに代わって途中出場し移籍後初出場。
2016年7月に3年契約でフォッジャ・カルチョに完全移籍。
2018年8月17日にセリエBのエラス・ヴェローナFCに完全移籍。2019年5月18日にプロリーグ初得点を記録した。
2020年11月9日にカンピオナート・ブラジレイロ・セリエAのSEパルメイラスに2021年6月までの契約と買取オプションで期限付き移籍。同月11日のコパ・ド・ブラジルでブラジル初出場となった。